# Dryopteris × alejandrei
Dryopteris × alejandrei là một loài dương xỉ trong họ Dryopteridaceae. Loài này được P mô tả khoa học đầu tiên năm 2007.
Danh pháp khoa học của loài này chưa được làm sáng tỏ. 